# Linia kolejowa Berlin-Rummelsburg – Berlin-Kaulsdorf
Linia kolejowa VnK – lokalna, zelektryfikowana linia kolejowa biegnąca przez teren Berlina, w Niemczech. Łączy ona linię Stadtbahn w Berlinie z Pruską koleją Wschodnią w Kaulsdorf.